# آغداشلو
آغداشلو یک نام خانوادگی‌ست. افراد سرشناس با این نام عبارتند از:
- آیدین آغداشلو، نقاش و نویسندهٔ ایرانی
- تارا آغداشلو، شاعر و برنامه‌ساز تلویزیونی ایرانی
- شهره آغداشلو، بازیگر ایرانی –آمریکایی